# Carnaval de Herencia
El Carnaval de Herencia (Ciudad Real) España es una celebración declarada como Fiesta de Interés Turístico Nacional. Se celebra en el mes de febrero aunque no hay una fecha fija puesto que depende del calendario lunar que rige la celebración de la Semana Santa y, consecuentemente, la Cuaresma, que empieza justo el último día de Carnaval: en el miércoles de Ceniza. El Carnaval Herenciano tiene un gran sentido para las personas de esta localidad, pues simboliza su mejor fiesta en todo el largo año.

## Días Principales del Carnaval Herenciano
Viernes de Prisillas Primer día del Carnaval de Herencia, aunque no dotado aún de carácter oficial por el Ayuntamiento de la misma localidad, este acto nace de la idea de crear un día en el que sus principales protagonistas son las peñas locales encargadas de animar el Carnaval de principio a fin, especialmente en los pasacalles. La iniciativa nace de la unión de la joven Asociación Cultural "Jarra y Pedal" y de la consolidada Asociación Cultural "Los Imposibles", cuya mezcla de imaginación, creatividad, ganas, sentimiento y experiencia han hecho posible la creación de este día. Bajo el lema "Si vives el Carnaval, las Prisillas te entrarán", Pedaleros e Imposibles invitan a las demás peñas y a cualquier particular que lo desee a participar en el acto que año tras año se va consolidando con su toque de humor inteligente, crítica burlesca, improvisación y "pitorreo". Tras el encendido del Pebetero con la antorcha que porta la llama carnavalera, símbolo del sentimiento de todo un pueblo, portada por el ganador del premio "Prisillas" (que reconoce a una persona o asociación por su labor en el Carnaval de Herencia) del año anterior, se da el pistoletazo de salida a esta festividad. Por último, tras disfrutar del primer y más corto pasacalles del Carnaval, se procede a rifar de manera gratuita como muestra de agradecimiento entre los asistentes de la Cesta del Carnaval, que incluye un kit de supervivencia para que al premiado/da no le falte de nada para poder pasar estas fechas.
Sábado de los Ansiosos Una fecha, una nueva cita hace todavía más interesante el Carnaval de Herencia, desde el 2007 se celebra la entrada del Nuevo Año Herenciano,() también conocido como el Sábado de los Ansiosos. La iniciativa parte de la Asociación Barco de Colegas que en el Carnaval del 2007 pretendió dar la bienvenida a esta fiesta por todo lo grande.
Una de las peculiaridades del Carnaval de Herencia que contribuyeron a declararlo de Interés Turístico Regional es que se inicia una semana antes que el resto, con el Domingo de la deseosas. Que mejor forma de iniciar estas fiestas, un referente para los habitantes de Herencia, la mejor forma de dar la bienvenida a estos días de diversión, máscaras, disfraces, alegrías e ilusión que vivimos en paz pero sin sosiego. A finales de 2010 se aprobó de forma oficial, en un pleno del Ayuntamiento, la inclusión de este día como parte del Carnaval de Herencia, por lo que desde su edición 2011 ya es oficialmente una actividad más de este popular carnaval.
Domingo de las deseosas Es uno de los días más importantes para los Herencianos, pues en este día, las máscaras y trajes se sacan del baúl y se les quita el polvo para lucirlos en el pasacalles. 
El nombre de este día se debe a que, "legalmente", el carnaval comenzaría el viernes próximo a este domingo, y a que hoy solo salen las personas que han estado esperando el carnaval con tremenda impaciencia. 
Después del pasacalles, la Asociación de Comercio "Villa Herencia", invita a los herencianos a una gran chocolatada en la Plaza municipal (Plaza de España).
Semana de Tambores A continuación del Domingo de las Deseosas da comienzo la denominada Semana de Tambores, nombre que se pierde en el tiempo, si bien posiblemente procediera del acompañamiento que llevaran las mayordomías en sus diferentes desfiles . Durante estos siete días continúan los desfiles de mayordomos, los cuales cambiaban cada año, pues dichas mayordomías eran votos o promesas que la gente del pueblo ofrecía a las ánimas benditas del purgatorio a cambio de socorro para conseguir algo o en agradecimiento de auxilio recibido. Debido a este voto, cada mayordomía era la protagonista de uno de los días del carnaval, según le tocase en suertes asumiendo los gastos de misas y celebraciones en honor de las ánimas, así como del llamado «refresco». 
Jueves de Carnaval Este día, comienza los pasacalles, las ganas de salir de todos los herencianos se nota en este pequeño desfile que da el pistoletazo de salida al Carnaval.
Viernes de Carnaval A las cuatro y media de este día, se procede al pasacalles, después del de cual, los alumnos del colegio "Carrasco Alcalde" dan un espectáculo para celebrar el principio de este carnaval.
A las nueve, en el pabellón municipal, convertido en estas fechas en el "Palacio de Carnaval", el ayuntamiento trae un pregonero (un famoso) para que amenice la noche e inaugure el carnaval. Cuando el pregonero ha acabado de hablar, se procede a la entrega de los Perlés de Honor; esto es, pequeñas estatuillas que el ayuntamiento otorga a las personas más importantes con respecto a algún ámbito (sociocultural, sociolaboral, deportivo, socio-humanitario, asociaciones e institucional). Recibir un Perlé de Honor en Herencia, es una de los mayores honores que puede llegar a tener un herenciano.
Tras la entrega de estatuillas, alguna charanga municipal (Axonsou, Miriñaque, El Güendi, Imposibles...), cada año una, proceden a su "particular" recibimiento del carnaval.
Después de La charanga, se da paso a la Chirigota "Los Pelendengues" que pondrán el broche final a la inauguración.
Sábado de Carnaval Como es costumbre, el pasacalles se realiza a las cuatro y media. Este pasacalles es denominado "Semana de Tambores" y el gremio protagonista es el Comercio. 
Al finalizar el pasacalles, en el Palacio de Carnaval, tanto como los que han participado en el pasacalles, como los que no, disfrutan de un baile amenizado por alguna orquesta. Después de este baile, la gente se va a preparar para la noche, ya que en el Palacio de Carnaval, a las doce de la noche, otras dos orquestas se pondrán a tocar hasta la madrugada. En esta noche, se realiza el concurso de disfraces "Tema Libre", cuyos premios varían de un año a otro. 
Domingo de Carnaval A las doce de la mañana, el ayuntamiento organiza una fiesta para los más pequeños, a la que sucede el concurso de máscaras infantiles, en el que los niños se esfuerzan por ser los mejores entre sus amigos. 
A la una y media, en el campo de fútbol, se celebra el tradicional Concurso de Gachas Manchegas.
A las cuatro y media, como todos los días, se celebrará el pasacalles, hoy en honor al gremio de ganaderos y hortelanos, y después el baile para aquellos que quieran asistir. 
A las doce de la noche, contaremos con dos orquestas distintas y podremos participar en el concurso de máscaras individuales y en grupo. 
Lunes de Carnaval A las once de la mañana se celebrará en el Templo Parroquial el funeral por las ánimas, al que acuden las autoridades locales y las jinetas de todos los gremios, además de los ciudadanos que quieran. 
A las cuatro y media, el pasacalles en honor al gremio de Panaderos, Construcción, Servicios e Industria. Al finalizar el pasacalles, de nuevo un grupo musical amenizará la tarde. 
A las doce, en el pabellón municipal, mientras las dos orquestas nocturnas nos alegran la noche, se lleva a cabo el concurso de disfraces dedicado al Reino Animal y Vegetal, además de al Erotismo y al Terror. 
Martes: Día del Ofertorio. A las once de la mañana se repetirá el funeral de las ánimas con las asistencias pertinentes.
A las tres de la tarde, el ayuntamiento ofrece el "Puñao", el cual ya es una tradición Herenciana; El ayuntamiento, ofrece a todos los que se presenten en la puerta de la casa consistorial, la cantidad de cacahuetes o alcahuetas que cabe en un puño. La gente se reúne allí a hablar de cualquier tema con personas de todo el pueblo.
A las tres y media, se da inicio al desfile de carrozas y grupos de animación. Este desfile ha alcanzado una solera impresionante, pues ya no solo viene gente del pueblo a participar, sino que también, gente de la región y a veces de fuera de ella. En este desfile, se alcanza un nivel tremendo de profesionalidad por lo que se recomienda encarecidamente verlo alguna vez.
Después del ofertorio, cuya hora de finalización es totalmente relativa, se darán los premios de este desfile, además de tener el baile característico.
Miércoles de Sardina Este día, se pone fin al carnaval de Herencia, simbolizado por una Sardina. En este último pasacalles, a las once de la mañana, los Herencianos salen acompañando a su "querida" sardina. Es muy normal, ver a las mujeres ya mayores, vestidas de negro y recreando el entierro entre lloros. Al llegar a la sierra de San Cristóbal, la sardina es quemada y, como todos los años, Fontecha reza una "oración carnavalesca" por el alma de nuestro querido pez. 
Para alegrar los ánimos después de esta acción, es tradición invitar a sardinas asadas a fuego.

## Principales Personajes del Carnaval Herenciano
Las Jinetas Representa cada pareja de jinetas a un gremio distinto: Servicios y Panaderos, Comercio, Ganaderos y Hortelanos y la del Ayuntamiento). Cada pasacalles está dedicado a un gremio. La jineta de este gremio, será la protagonista de éste. Esta pareja de jinetas porta una corona de flores o ofrenda en honor a las ánimas benditas del purgatorio, ya que en su origen las mayardomías ofrecían por la salvación de las mismas, siempre reciben un premio.
Gigantes y Cabezudos Hay cinco Gigantes y nueve Cabezudos. Van delante del desfile abriéndolo, y son una de las cosas más importantes y representativas del carnaval de Herencia, aunque recientemente el Ayuntmaiento adquirió otros 5 cabezudos que representaban a los diferentes gremios y mayordomías tradicionales del carnaval de Herencia.
Perlé Es el elemento que dota al Carnaval de Herencia de una identidad propia. Es una representación burlesca del orden establecido. Perlé abre, antes de los gigantes. el desfile, persiguiendo a la chiquillería con su látigo. Aunque no suele dar, algunos latigazos son bastante dolorosos. Va con un atuendo parecido a un pijama a rayas blancas y azules y gorro de dormir de los mismos colores.